# Matale
Matale (en tamil: மாத்தளை ) es una ciudad de Sri Lanka, capital del distrito homónimo, en la provincia Central.

## Geografía
Se encuentra a una altitud de 358 m s. n. m. a 128 km de la capital nacional, Colombo, en la zona horaria UTC +5:30.

## Demografía
Según estimación de 2011, contaba con una población de 40 247 habitantes.

## Cultura
Uno de los edificios más conocidos de la ciudad es el Templo de Sri Muthumariamman inaugurado en 1874. El templo fue seriamente deteriorado en 1983 en la Guerra civil de Sri Lanka. Después de la reconstrucción, el gopuram que mide 33 metros de alto fue añadido en 2005.